# Кубок В'єтнаму з футболу 2024—2025
Кубок В'єтнаму з футболу 2024—2025 — 33-й розіграш кубкового футбольного турніру у В'єтнамі. Титул вперше здобув Конган Ханой.

## Календар
| Раунд        | Дата                     | Матчі | Клуби   |
| ------------ | ------------------------ | ----- | ------- |
| Перший раунд | 19-20 жовтня 2024        | 9     | 25 → 16 |
| 1/8 фіналу   | 9 січня - 4 березня 2025 | 8     | 16 → 8  |
| 1/4 фіналу   | 29-30 березня 2025       | 4     | 8 → 4   |
| 1/2 фіналу   | 26 червня 2025           | 2     | 4 → 2   |
| Фінал        | 29 червня 2025           | 1     | 2 → 1   |

## 1/8 фіналу
| Команда 1         | Рахунок      | Команда 2                |
| ----------------- | ------------ | ------------------------ |
| 9 січня 2025      |              |                          |
| Намдінь           | 1:1 пен. 4:5 | Біньзионг                |
| 11 січня 2025     |              |                          |
| Сонглам Нгеан     | 1:0          | Дананг                   |
| Тхеконг-Віеттел   | 2:0          | ПВФ-Канд (2)             |
| 12 січня 2025     |              |                          |
| Баріа-Вунгтау (2) | 1:1 пен. 2:4 | Пхудонг (2)              |
| Хоангань Зялай    | 1:1 пен. 4:3 | Труонг Туой Біньфуок (2) |
| Ханой             | 0:0 пен. 3:4 | Донгтхап (2)             |
| 14 січня 2025     |              |                          |
| Конган Ханой      | 2:1          | Хонг Лін Хатінь          |
| 4 березня 2025    |              |                          |
| Тханьхоа          | 0:1          | Хайфон                   |

## 1/4 фіналу
| Команда 1       | Рахунок      | Команда 2      |
| --------------- | ------------ | -------------- |
| 29 березня 2025 |              |                |
| Тхеконг-Віеттел | 2:0          | Хоангань Зялай |
| 30 березня 2025 |              |                |
| Сонглам Нгеан   | 2:1          | Донгтхап (2)   |
| Біньзионг       | 2:2 пен. 5:4 | Пхудонг (2)    |
| 22 квітня 2025  |              |                |
| Хайфон          | 1:3          | Конган Ханой   |

## 1/2 фіналу
| Команда 1      | Рахунок | Команда 2       |
| -------------- | ------- | --------------- |
| 26 червня 2025 |         |                 |
| Конган Ханой   | 3:1     | Тхеконг-Віеттел |
| Сонглам Нгеан  | 3:2     | Біньзионг       |

## Фінал
| Команда 1      | Рахунок | Команда 2    |
| -------------- | ------- | ------------ |
| 29 червня 2025 |         |              |
| Сонглам Нгеан  | 0:5     | Конган Ханой |